# Mottarone
Le Mottarone est un sommet culminant à 1 491 mètres d'altitude situé en Italie entre les lacs Majeur et d'Orta, dans la province du Verbano-Cusio-Ossola.
Il offre un vaste panorama sur les Alpes et le lac Majeur. Entre 1970 et 2021, il était relié à la ville de Stresa par le téléphérique Stresa-Alpino-Mottarone (celui-ci anciennement précédé, de 1911 à 1963, par le chemin de fer électrique Stresa-Mottarone (it), une ligne à crémaillère).

## Cyclisme
L'ascension du Mottarone était au programme de la 19e étape du Giro 2021. Elle était classée en 1re catégorie. Les coureurs devaient monter jusqu'à 1 341 mètres d'altitude. Mais ce passage du tour d'Italie fut annulé à la suite d'un grave accident de téléphérique survenu quelques jours plus tôt.